# Juan Soler (ville)
Ne doit pas être confondu avec Juan Soler.
Juan Soler est une ville de l'Uruguay située dans le département de San José. Sa population est de 333 habitants.

## Population
| Année | Population |
| ----- | ---------- |
| 1963  | 167        |
| 1975  | 242        |
| 1985  | 240        |
| 1996  | 233        |
| 2004  | 333        |

Référence,: